# Rewa (distrikt)
Rewa är ett distrikt i Indien.   Det ligger i delstaten Madhya Pradesh, i den centrala delen av landet, 600 km sydost om huvudstaden New Delhi. Antalet invånare är 2 365 106.
Följande samhällen finns i Rewa:
- Rewa
- Mauganj
- Teonthar
- Simaria
- Kotwa
- Gurh
- Mangawān
- Sirmaur
- Govindgarh
- Baikanthpur
- Naigarhī
- Sohāgī